# Wahlen zum Erfurter Unionsparlament
Die Wahlen zum Erfurter Unionsparlament fanden von August 1849 bis März 1850 statt. Zu unterscheiden sind dabei die Wahlen zum Volkshaus und die zum Staatenhaus des Parlaments der Deutschen Union, wie es schließlich offiziell hieß. Bei den Wahlen zum Volkshaus wiederum unterscheidet man die Wahlen der wahlberechtigten Bürger, die Wahlmänner gewählt haben, von den späteren Wahlen der Wahlmänner, die die eigentlichen Abgeordneten des Volkshauses bestimmt haben.
Die Hälfte der Mitglieder des Staatenhauses wurden von den Landtagen der Einzelstaaten gewählt, die andere Hälfte von den jeweiligen Regierungen ernannt. Eine Reihe von Staaten unterließ es zu wählen, so dass statt 120 nur 91 Mandate besetzt wurden.

## Rechtliche Grundlagen
Die Wahlen fanden auf Grundlage des Gesetzes über die Wahlen zum Volkshause statt. Dieses Gesetz stammt ebenso wie der Erfurter Verfassungsentwurf vom 26. Mai 1849; sowohl das Wahlgesetz als auch der Verfassungsentwurf imitieren ihre jeweiligen Frankfurter Vorbilder, änderten es aber konservativ ab. Die eigentliche Organisation der Wahlen war den Einzelstaaten auferlegt. Dazu erließen sie Gesetze bzw. Verordnungen.
Das Wahlgesetz sah ein Dreiklassenwahlrecht vor, bei dem die Reichen bevorzugt wurden. Wählen durften nur diejenigen Männer, die eine direkte Staatssteuer zahlten und an den Gemeindewahlen ihres Wohnorts teilnehmen durften. Sodann wählte man in drei Klassen, abhängig von der Steuerleistung. Wenige Reiche wählten dabei ebenso viele Abgeordnete wie die wesentlich Ärmeren in ihren Klassen.

## Volkshaus

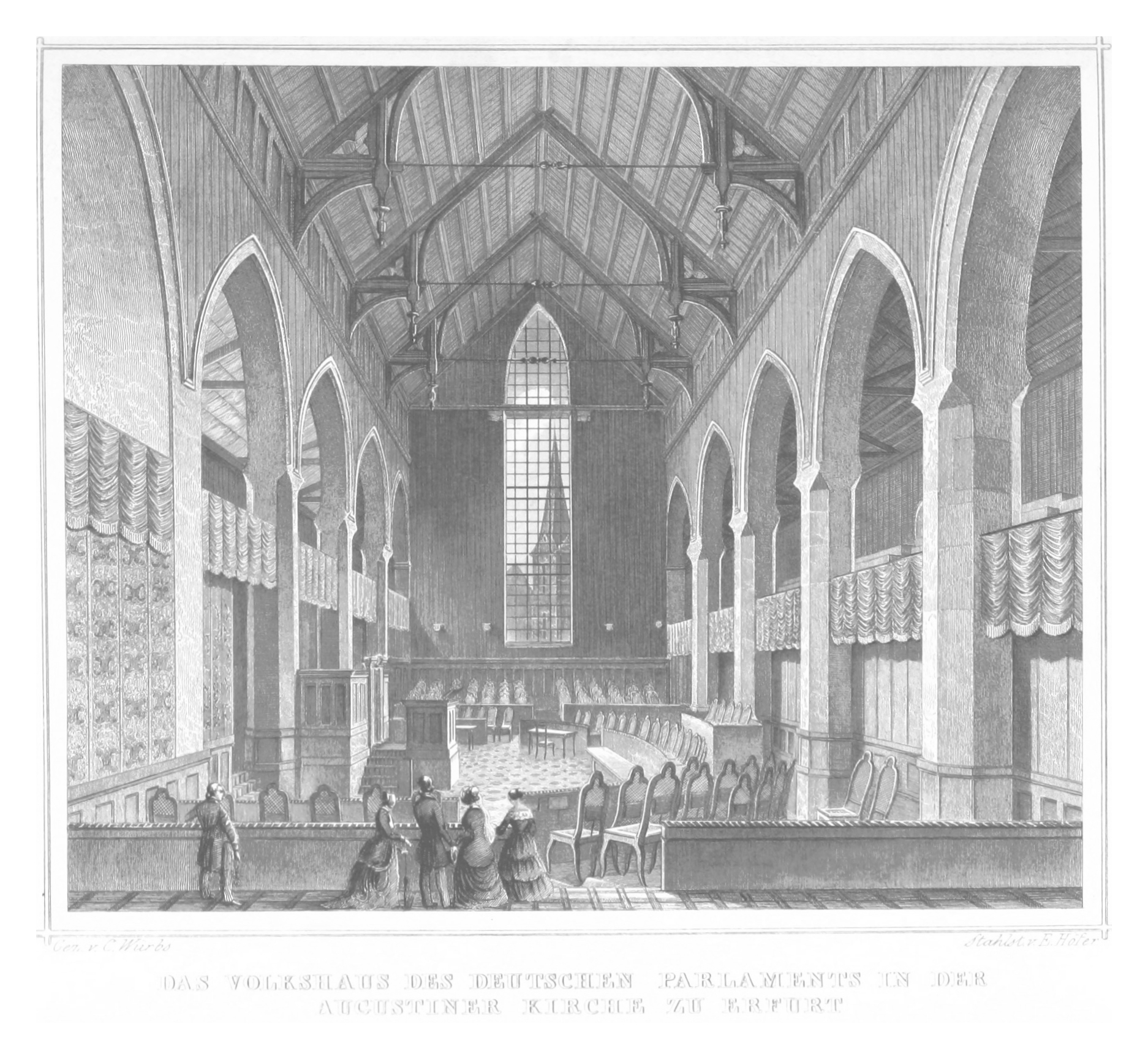
Volkshaus

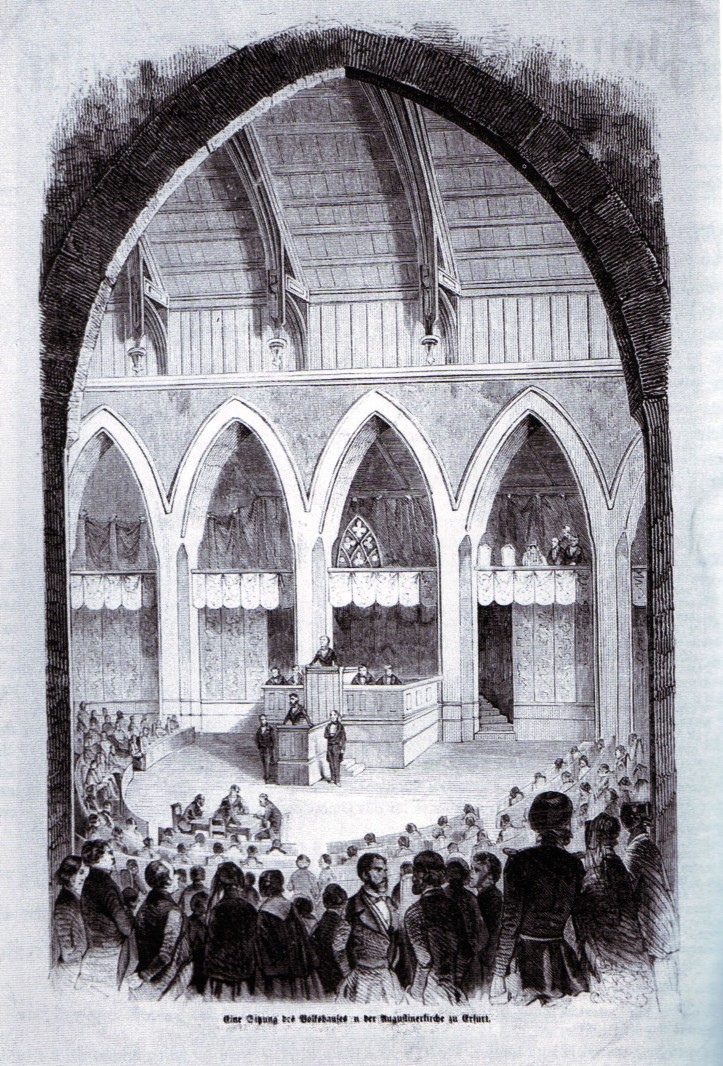
Erfurter Unionsparlament: Volkshaus

Das restriktive Wahlrechts hatte viele Deutsche enttäuscht, so dass die meisten Demokraten und linkeren Liberalen die Wahlen boykottierten. Das gilt auch für großdeutsche Katholiken, die dagegen protestierten, dass die Unionspolitik Österreich aus Deutschland drängte. Eine niedrige Wahlbeteiligung, so der Gedanke hinter dem Boykott, würde die Legitimation der Union schmälern.
Davon abgesehen hatten linke Kandidaten wegen des Wahlrechts geringere Chancen, überhaupt gewählt zu werden. Allerdings wählte der Kleinstaat Schwarzburg-Sondershausen den Liberal-Demokraten Carl Rebling in das Staatenhaus. Preußische Konservative wiederum stellten sich zur Wahl, um als Abgeordnete zu verhindern, dass Preußen in einen deutschen Bundesstaat aufgeht. Wenn auch teils widerwillig befürworteten viele ehemalige Frankfurter Abgeordnete der liberalen Mitte die Unionspolitik. Dies vereinbarten sie auch auf ihrem Treffen Ende Juni, das Gothaer Nachparlament genannt wurde. Wegen des Wahlboykotts durch die Demokraten gab es an vielen Orten keinen richtigen Wahlkampf, vor allem dort, wo die Liberalen stark waren und mit geringer Wählermobilisierung die Konservativen schlugen.
Beispielsweise lebten in der Provinz Preußen (später in Ost- und Westpreußen geteilt) 2,4 Millionen Einwohner. Davon waren rund 300.000 Männer wahlberechtigt, also 12,1 Prozent aller Einwohner. In der 1. Klasse gab es 19.581 Wahlberechtigte, in der 2. Klasse 50.396 und in der 3. Klasse 230.590. Von diesen wählten tatsächlich in der 1. Klasse 38,6 Prozent, in der 2. Klasse 31,8 Prozent und in der 3. Klasse nur 22,3 Prozent. Zählt man alle drei Klassen zusammen, betrug die Wahlbeteiligung in der Provinz Preußen 24,9 Prozent. Das war eine noch geringere Quote als bei der preußischen Unterhauswahl 1849 (31,9 Prozent) und die niedrigste bei einer gesamtdeutschen Wahl überhaupt.
Eine relativ hohe Wahlbeteiligung gab es etwa in Kurhessen/Schaumburg-Lippe. Insgesamt wählten 35,8 Prozent der Wahlberechtigten, mit eher geringen Unterschieden nach Klassen. In manchen kurhessischen Wahlkreisen wählten sogar 40 bis 50 Prozent der Wahlberechtigten, im Wahlkreis Fulda aber nur 18 Prozent (in der 3. Klasse 5,8 Prozent). Zu vermuten ist daher, so Jochen Lengemann, dass die Wahlbeteiligung von den lokalen Tendenzen zu einer politischen Richtung abhing. Jedenfalls könne man nicht pauschal behaupten, die Wahlbeteiligung sei allgemein und überall zu niedrig gewesen, um das Unionsparlament zu legitimieren.
Die Wahlen fanden von November 1849 bis Januar 1850 statt. Sie wurden in einigen Wahlkreisen verzögert, weil ein Kandidat die Wahl ablehnte oder weil ein Kandidat in mehreren Wahlkreisen gewählt worden war. Während der Session des Parlaments im März und April 1850 wurden die Abgeordneten aller Wahlkreise gewählt, sofern dies nicht vorher geschehen war. Es gab jedoch eine Ausnahme: Der Abgeordnete eines badischen Wahlkreises wurde von der badischen Regierung in das Staatenhaus entsandt, ohne dass es eine Nachwahl gab. Damit war der Wahlkreis dauerhaft nicht im Volkshaus vertreten.

## Staatenhaus

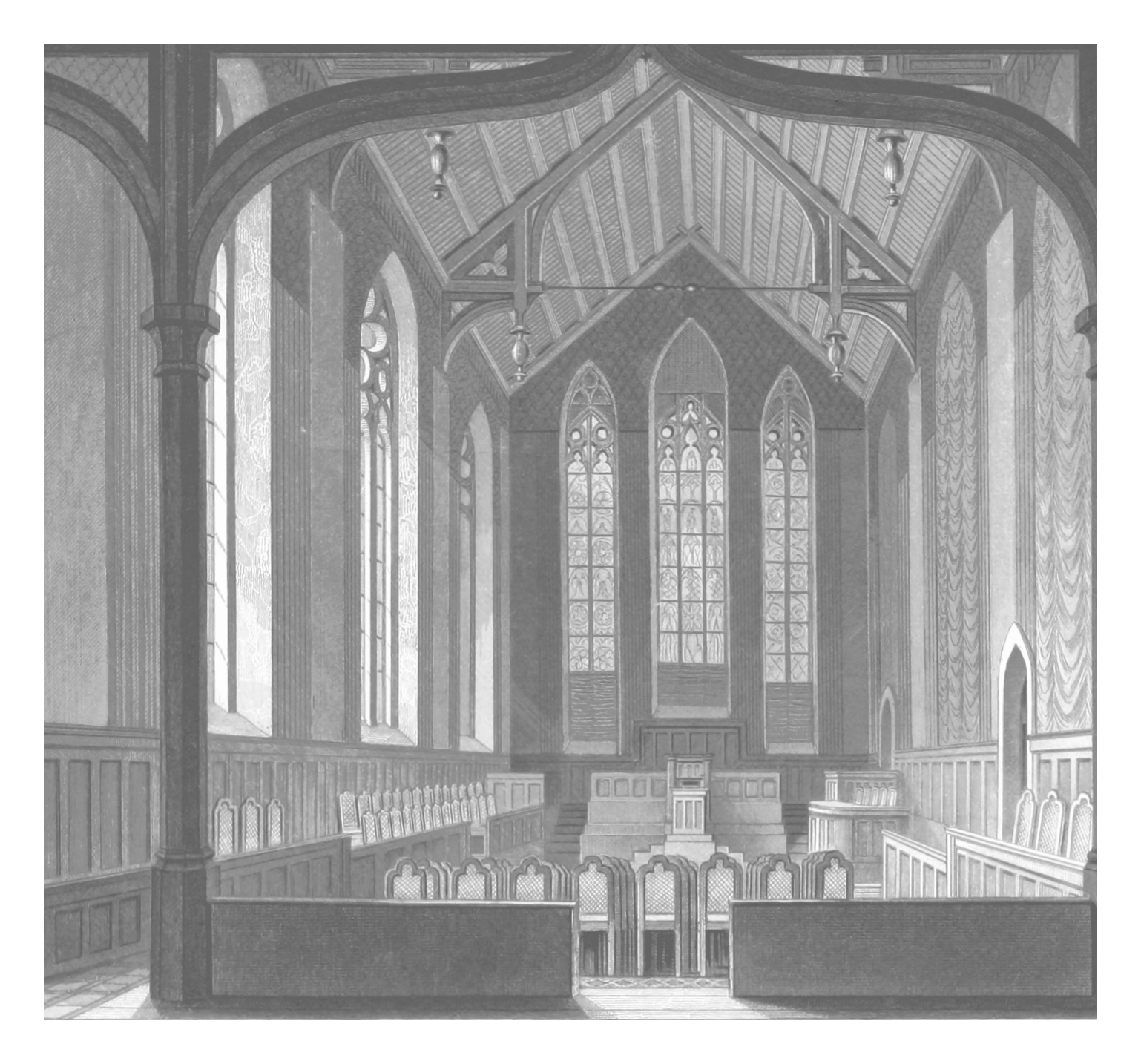
Staatenhaus

Am 22. August 1849 waren die beiden Mecklenburg-Schweriner Abgeordneten die ersten, die von einem Landesparlament in das Staatenhaus gewählt wurden. Am 18. März 1850 wählte man in Nassau, Sachsen-Coburg-Gotha und Schwarzburg-Rudolstadt die letzten. Insgesamt hätten es 120 Staatenhausmitglieder sein müssen, doch Hannover, Sachsen, die Zweite Kammer der Ständeversammlung des Großherzogtums Hessen (Hessen-Darmstadt), die Volksvertretung Oldenburgs, Mecklenburg-Strelitz’ und Schaumburg-Lippes wählten nicht. So kam man nur auf 91 Mitglieder.
Der Verwaltungsrat beendete am 29. April 1850 die Sitzungsperiode, nicht aber die Wahlperiode. Legte jemand sein Mandat nieder, konnte es durch Nachwahl wieder besetzt werden. Beispielsweise ließ Preußen noch am 16. Juli 1850 im 12. Preußischen Wahlkreis nachwählen, Abgeordneter im Volkshaus wurde so Botho Heinrich zu Eulenburg.

## Belege
1. ↑  Manfred Botzenhart: Deutscher Parlamentarismus in der Revolutionszeit 1848–1850. Droste Verlag, Düsseldorf 1977, S. 719/720.
2. ↑  Jochen Lengemann: Das Deutsche Parlament von 1850. Wahlen, Abgeordnete, Fraktionen, Präsidenten, Abstimmungen. In: Gunther Mai (Hrsg.):  Die Erfurter Union und das Erfurter Unionsparlament. Böhlau, Köln / Weimar / Wien 2000, S. 307–340, hier S. 310.
3. ↑  Jochen Lengemann: Das Deutsche Parlament von 1850. Wahlen, Abgeordnete, Fraktionen, Präsidenten, Abstimmungen. In: Gunther Mai (Hrsg.):  Die Erfurter Union und das Erfurter Unionsparlament. Böhlau, Köln / Weimar / Wien 2000, S. 307–340, hier S. 309–311.
4. ↑  Hans-Werner Hahn: „Wählen oder Nichtwählen?“ – Wahlbewegung und Wahlergebnisse der Wahlen zum Erfurter Unionsparlament im Großherzogtum Sachsen-Weimar-Eisenach. In: Thüringer Landtag Erfurt (Hrsg.): 150 Jahre Erfurter Unionsparlament (1850–2000). (= Schriften zur Geschichte des Parlamentarismus in Thüringen 15) Wartburg Verlag, Weimar 2000, S. 27–44, hier S. 29.
5. ↑  Jochen Lengemann: Das Deutsche Parlament von 1850. Wahlen, Abgeordnete, Fraktionen, Präsidenten, Abstimmungen. In: Gunther Mai (Hrsg.):  Die Erfurter Union und das Erfurter Unionsparlament. Böhlau, Köln / Weimar / Wien 2000, S. 307–340, hier S. 312.
6. ↑  Jörg-Detlef Kühne: Die Reichsverfassung der Paulskirche. Vorbild und Verwirklichung im späteren deutschen Rechtsleben. Habil. Bonn 1983, 2. Auflage, Luchterhand, Neuwied 1998 (1985), S. 85.
7. ↑  Jochen Lengemann: Das Deutsche Parlament von 1850. Wahlen, Abgeordnete, Fraktionen, Präsidenten, Abstimmungen. In: Gunther Mai (Hrsg.):  Die Erfurter Union und das Erfurter Unionsparlament. Böhlau, Köln / Weimar / Wien 2000, S. 307–340, hier S. 313/314.
8. ↑  Jochen Lengemann: Das Deutsche Parlament von 1850. Wahlen, Abgeordnete, Fraktionen, Präsidenten, Abstimmungen. In: Gunther Mai (Hrsg.):  Die Erfurter Union und das Erfurter Unionsparlament. Böhlau, Köln / Weimar / Wien 2000, S. 307–340, hier S. 311/312.
9. ↑  Jochen Lengemann: Das Deutsche Parlament von 1850. Wahlen, Abgeordnete, Fraktionen, Präsidenten, Abstimmungen. In: Gunther Mai (Hrsg.):  Die Erfurter Union und das Erfurter Unionsparlament. Böhlau, Köln / Weimar / Wien 2000, S. 307–340, hier S. 314.
10. ↑  Jochen Lengemann: Das Deutsche Parlament von 1850. Wahlen, Abgeordnete, Fraktionen, Präsidenten, Abstimmungen. In: Gunther Mai (Hrsg.):  Die Erfurter Union und das Erfurter Unionsparlament. Böhlau, Köln / Weimar / Wien 2000, S. 307–340, hier S. 314.
11. ↑  Jochen Lengemann: Das Deutsche Parlament von 1850. Wahlen, Abgeordnete, Fraktionen, Präsidenten, Abstimmungen. In: Gunther Mai (Hrsg.):  Die Erfurter Union und das Erfurter Unionsparlament. Böhlau, Köln / Weimar / Wien 2000, S. 307–340, hier S. 314/315.